# ام علی (استان تبسه)
ام علی (استان تبسه) (به عربی: أم علی) یک شهرداری در الجزایر است که در استان تبسه واقع شده‌است. ام علی ۱۸۸ کیلومتر مربع مساحت و ۳٬۷۴۴ نفر جمعیت دارد.